# Petrópolis (Manaus)

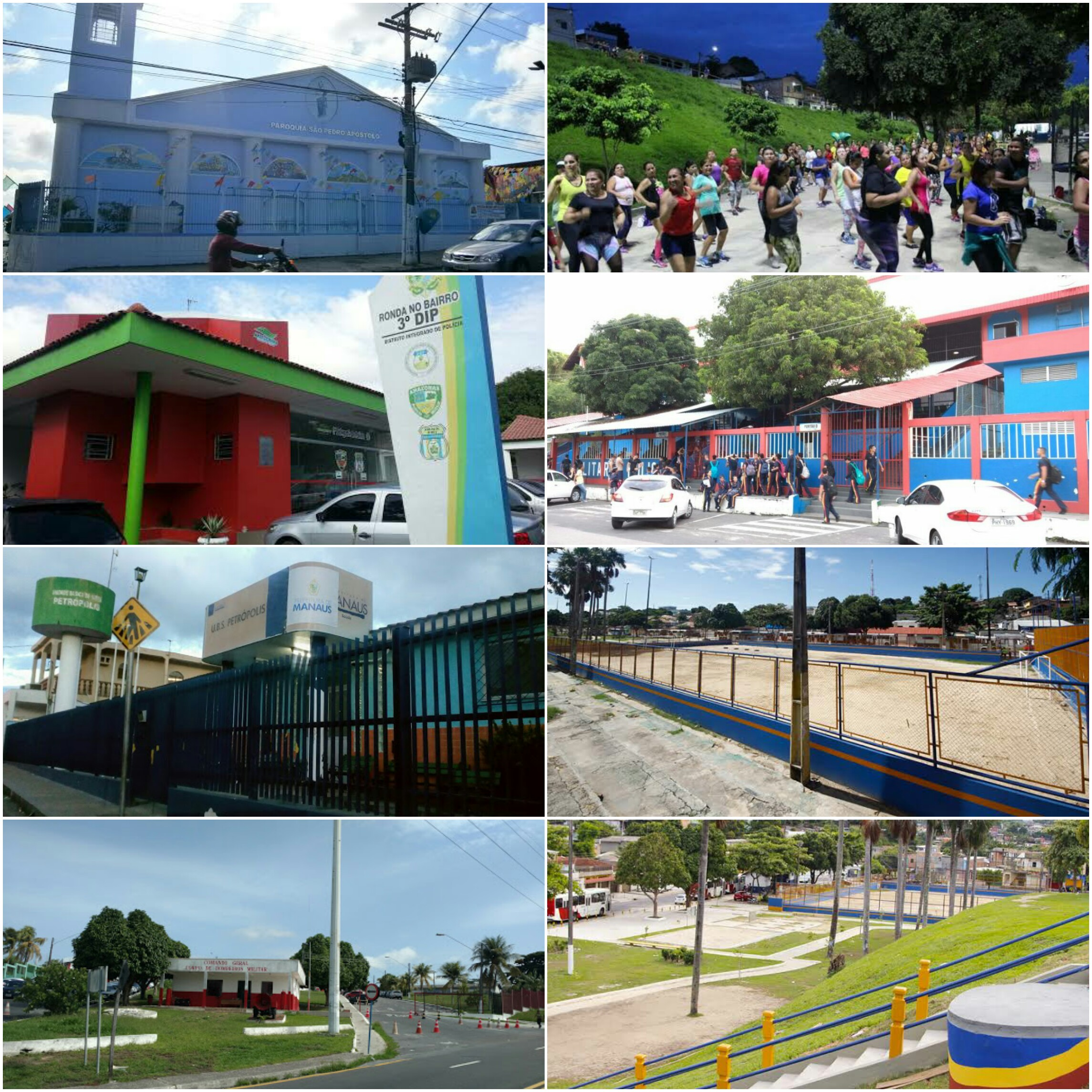

Petrópolis é um bairro situado na zona sul da cidade brasileira de Manaus, capital do Amazonas.
O Bairro de Petrópolis tem como limites os bairros de São Francisco, Raiz, Cachoeirinha, Japiim, Coroado e Aleixo. De acordo com estimativas da Secretaria de Desenvolvimento Econômico, Ciência, Tecnologia e Inovação do Amazonas (SEDECTI), sua população era de 48 717 habitantes em 2017.

## História
Proveniente do Ceará no ano de 1912, o Coronel Alexandre Montoril foi o personagem que se ocupou do povoamento do Bairro nos anos 50. Ao perceber que o relevo da área é constituído de terras altas e baixas com vasta vegetação de floresta, Alexandre Montoril resolveu chamá-la de Petrópolis, por ver semelhança com a já conhecida cidade serrana do Rio de Janeiro. A responsabilidade das terras era do Estado e de umas poucas famílias que praticamente se apossaram de grandes áreas no nascente Bairro.
Anos de 1950-1955
Entre os anos 1950 e 1955, uma dezena de ruas foi aberta. As moradias, em grande parte, eram construídas dentro dos sítios e das chácaras, com imensos quintais, árvores frutíferas e animais silvestres, paisagem típica da época. O acesso ao Bairro era muito difícil. O meio de transporte mais usado eram as carroças.
Na década de 50 muitas pessoas moravam em casas de madeira coberta de palha, bebiam água de cacimba, pois não havia água encanada, saneamento, luz elétrica e outros equipamentos sociais. Serviam-se, também, do límpido “igarapé do segundo”, nos limites do bairro de Petrópolis com o bairro de São Francisco. Cozinhavam a lenha e, à noite, a luz era de lamparina.
O ano de 1953 marcou o Amazonas com uma grande cheia, fato que trouxe para Manaus e, consequentemente para o Bairro de Petrópolis, inúmeras famílias à procura de condições melhores de vida. Alexandre Montoril se responsabilizou de lotear várias áreas do Bairro e abrigar as famílias recém-chegadas do interior do Estado do Amazonas.
Anos 60
No início dos anos 60, o Bairro começou a receber as primeiras melhorias quanto à sua insfraestrutura. Algumas ruas foram alargadas e no ano de 1966 duas delas foram asfaltadas. Neste ano já se percebia melhorias nas casas, muitas delas já em alvenaria e com telhas de alumínio.
Anos de 1978-1980
Entre 1978-1980 o bairro já contava com 40 mil moradores aproximadamente e outros equipamentos sociais, tais quais: 1º Batalhão da Polícia Militar (fundado em 1965 e transformado em Comando Geral da PM em 2002); Escola Estadual Major Silva Coutinho (fundada em 1965); Escola Estadual Tiradentes (fundada em 1975); Corpo de Bombeiros (fundado em 1974); Igreja Matriz S. Pedro Apóstolo; 01 Posto de Saúde; 19 Igrejas Evangélicas, uma dezena de centros de umbanda; um centro espírita; 02 pequenos clubes (entre eles o Itamaraty); alguns prostíbulos (entre eles o “Maria das Patas”), vários pequenos comércios, açougues, 02 farmácias, botecos com presença marcante de bilhar, bazares; alguns campos de futebol (entre eles o Penarol), 08 ruas asfaltadas e muitas outras esburacadas e quase intransitáveis.
Anos 80
No início dos anos 80, cerca de 85% da população dispunha de energia elétrica e água encanada. Grande parte da população era constituída por famílias de baixa renda e baixa escolaridade. O número de crianças e jovens era altíssimo e as Escolas existentes no Bairro não atendiam essa demanda. Grande parte da população na faixa etária entre 20 e 30 anos trabalhava no Distrito Industrial.
Anos 90
O Bairro usufrui de várias atividades comerciais, como padarias, loterias, farmácias, mercadinhos, sorveterias, lojas de eletrodomésticos, construção civil, posto de gasolina, autopeças, serrarias e restaurantes, gerando oportunidades para que pequenos e microempresários possam desenvolver a economia local. No entanto, poucos são os moradores que conseguem emprego no próprio bairro. De acordo com levantamento estatístico realizado pela Somap, aproximadamente 600 crianças, na faixa etária entre zero a cinco anos, estão fora das creches da rede pública. Essas condições adversas se devem ao pouco número de emprego gerado pela atividade comercial do bairro, quase sempre um negócio familiar. Integram ainda o bairro os conjuntos habitacionais Jardim Petrópolis e Vale do Amanhecer e os condomínios João Paulo VI, Nova Jerusalém e Vale do Sol I e II, que formam um cenário diferente de outras áreas do Petrópolis, com aspecto de área bem desenvolvida economicamente. Vários órgãos de utilidade pública funcionam em Petrópolis, como as escolas públicas estaduais e Municipais Major Silva Coutinho, Tiradentes, Escola da Polícia Militar (GM), Tomás Meireles e CEMEI “Dirson Costa”, além de vários centros educacionais particulares. Na área da segurança o bairro abriga o Corpo de Bombeiros da Polícia Militar do Amazonas, o Comando Geral da Polícia Militar, Sindicato da Polícia Civil do Estado (Sinpol), e a 3ª Delegacia de Polícia, que atende os bairros de São Francisco, Petrópolis, Raiz e Japiim, funcionando 24 horas. Na área de saúde o Bairro conta com 1 (uma) Unidade Básica de Saúde e 1 CAIC e algumas casas do Médico da Família. O Bairro conta com a Associação de Moradores do Bairro de Petrópolis (SOMAP), eleita por voto popular, fundada em 25 de fevereiro de 1982, na rua Bernardo Michiles, nº 818.

## Segurança
Petrópolis compreende 14,09%, dos homicídios que acontecem na Zona Sul, a explicação para a violência (nos bairros) pode ser atribuída não apenas a maior concentração de pessoas pobres; mas também à ausência de políticas, programas e equipamentos sociais, o que acaba por transformar às áreas pauperizadas em espaços marcados pela violência (Fonte: Diário do Amazonas, 2007).

## Transportes
Petrópolis é servido pelas empresas de ônibus Via Verde Transportes Coletivos, com as linhas 601, 608, 610 e 612; Viação Nova Integração com as linhas 609 e 623; e Global GNZ Empreendimentos e Participações, com a linha 519.